# Hamid Farrokhnejad
Hamid Farrokhnezhad (en persan: حمید فرخ‌نژاد), né le 17 avril 1969 à  Abadan en  Iran, est  un acteur, scénariste, et réalisateur iranien. Il a étudié en théâtre et l’art de la mise en scène à la faculté des Beaux-arts  de l’Université de Téhéran. Le sujet de son mémoire était Celui qui dit oui, celui qui dit non de Bertolt Brecht, et celui de son mémoire théorique Présentation en Orient.
Farrokhnezhad a gagné ses deux premiers Simorgh de cristal au Festival du Film Fajr, pour Aroos-e Atash (La mariée du feu), du meilleur acteur de second rôle et du meilleur scénariste.

## Carrière
Il débute en réalisant quelques courts métrages et de petites pièces de théâtre. Après avoir joué dans 'Dans les rues de l'amour (Dar koutche hay-e eshgh) de Khosro Sinaï, il a l'opportunité d’interpréter d’autres rôles dans les films de Sinai, dont Aroos-e Atash (La mariée du feu) qui lui vaut les grands prix du Festival du Film Fajr et du Festival international du film de Karlovy Vary et la Maison de cinéma d'Iran. En plus d'avoir joué dans trois films de Sinai, il travaille avec de réalisateurs renommés comme Ebrahim Hatamikia, Asghar Farhadi et Bahram Beyzai.
Il obtient l’acclamation du public en interprétant un fantôme nommé « Hasan Golab » dans une série télévisée réalisée par Ebrahim Hatamikia.

## Filmographie

### Acteur
| Année | Film                           | Titre en français                | Rôle          | Réalisateur         |
| ----- | ------------------------------ | -------------------------------- | ------------- | ------------------- |
| 1991  | Dar Kooche-haye Eshgh          | Dans les ruelles de l’amour      |               | Khosrow Sinai       |
| 2000  | Aroos-e Atash                  | La mariée du feu                 | Farhan        | Khosrow Sinai       |
| 2002  | Ertefae Past                   | La Basse altitude                | Ghassem       | Ebrahim Hatamikia   |
| 2004  | Tab                            | La fièvre                        |               | Reza karimi         |
| 2005  | Tabl-e Bozorg Zir-e Pay-e Chap | La basse sous le pied gauche     | Hafez         | Kazem Ma'soumi      |
| 2006  | Sahne-ye Jorm, Voroud Mamnou'  | Scène de crime, entrée interdite | Maj. Parsa    | Ebrahim Sheibani    |
| 2006  | Chaharshanbe suri              | La Fête du feu                   | Morteza       | Asghar Farhadi      |
| 2008  | Haghighat-e Gomshodeh          | La vérité perdue                 | Dr. Kia       | Mohammad Ahmadi     |
| 2008  | Atashkar                       | Cracheur de feu                  | Sohrab        | Mohsen Amiryoussefi |
| 2008  | Hareem                         | Le territoire                    | Maj. Mohebbi  | Reza Khatibi Sarabi |
| 2008  | Shab-e Vaghe'e                 | La nuit de l’incident            | Daryagholi    | Shahram Asadi       |
| 2010  | Democracy Tou Rouze Roshan     | Démocratie                       | Amir Sotoudeh | Ali Atshani         |

### Scénariste, réalisateur et producteur
- 1998 : Kooche-ye Payeez - Producteur – Réalisé par Khosrow Sinai
- 2000 : Aroos-e Atash -  Scénariste - Réalisé par Khosrow Sinai
- 2001 : Safar-e Sorkh  – Scénariste et réalisateur

### Carrière de théâtre
- 2004 : Shab-e Hezaroyekom (1001e nuit) - Réalisé par Bahram Beyzai

### Carrière de télévision
- 2008 : Halghe-ye Sabz (Anneau vert) - Réalisé par Ebrahim Hatamikia

## Récompenses
- Simorgh de cristal du meilleur acteur de second rôle pour Aroos-e Atash au 18e Festival du Film Fajr
- Simorgh de cristal du meilleur scénariste pour Aroos-e Atash au 18e Festival du Film Fajr
- Prix du meilleur acteur pour Aroos-e Atash au 35e Festival international du film de Karlovy Vary[7]
- Prix du meilleur acteur iranien de l’année par les critiques de Film Magazine en 2002 et 2003
- Prix du meilleur acteur pour Tabl-e Bozorg Zir-e Pay-e Chap au  Festival international du film de Moscou en 2006